# Срце океана
Срце океана (шп. El corazón del océano) је шпанска телевизијска драма из 2014. године. То је адаптација књиге Елвире Мендес. У Србији се приказивала на кабловском каналу AXN.

## Улоге
| Глумац           | Улога            |
| ---------------- | ---------------- |
| Хуго Силва       | Хуан де Салазар  |
| Ингрид Рубио     | Менсија Калдерон |
| Клара Лаго       | Ана              |
| Алваро Сервантес | Алонсо           |
| Виктор Клавио    | Ернандо          |
| Ане Габарајин    | Санча            |